# Olympische Sommerspiele 1972/Leichtathletik – 4 × 100 m (Frauen)
Die 4-mal-100-Meter-Staffel der Frauen bei den Olympischen Spielen 1972 in München wurde am 9. und 10. September 1972 im Olympiastadion München ausgetragen. In fünfzehn Staffeln nahmen 61 Athletinnen teil.
Olympiasieger wurde die Staffel der Bundesrepublik Deutschland in der Weltrekordzeit von 42,81 s in der Besetzung Christiane Krause, Ingrid Mickler-Becker, Annegret Richter und Heide Rosendahl.
Silber gewann die Staffel der DDR mit Evelin Kaufer, Christina Heinich, Bärbel Struppert und Renate Stecher.
 Bronze ging an Kuba (Marlene Elejarde, Carmen Valdés, Fulgencia Romay, Silvia Chivás).
Staffeln aus der Schweiz, Österreich und Liechtenstein nahmen nicht teil.

## Rekorde
In diesen Jahren wurde bei vielen Veranstaltungen bereits die elektronische Zeitmessung eingesetzt. Die Rekorde wurden in der Regel allerdings immer noch in Zehntelsekunden geführt. Sie waren eine Mischung aus handgestoppten und gerundeten elektronisch ermittelten Zeiten. Da die per Handzeitnahme gemessenen Zeiten aufgrund der Reaktionszeiten der Kampfrichter um ein bis zwei Zehntelsekunden besser ausfielen, begann man allerdings auch damit, getrennte rein elektronisch ermittelte Rekordübersichten zu führen.
Die beiden folgenden Übersichten zeigen Welt- und Olympiarekord getrennt, einmal auf der Grundlage von Handzeitnahme, zum anderen aus den rein elektronisch ermittelten Werten.

### Offizielle Rekorde – gerundet auf Zehntelsekunden
| Weltrekord         | 42,8 s | USA (Margaret Bailes, Barbara Ferrell, Mildrette Netter, Wyomia Tyus) | Finale OS Mexiko-Stadt, Mexiko | 20. Oktober 1968 |
| Olympischer Rekord | 42,8 s | USA (Margaret Bailes, Barbara Ferrell, Mildrette Netter, Wyomia Tyus) | Finale OS Mexiko-Stadt, Mexiko | 20. Oktober 1968 |

### Elektronische Zeitnahme – gerundet auf Hundertstelsekunden

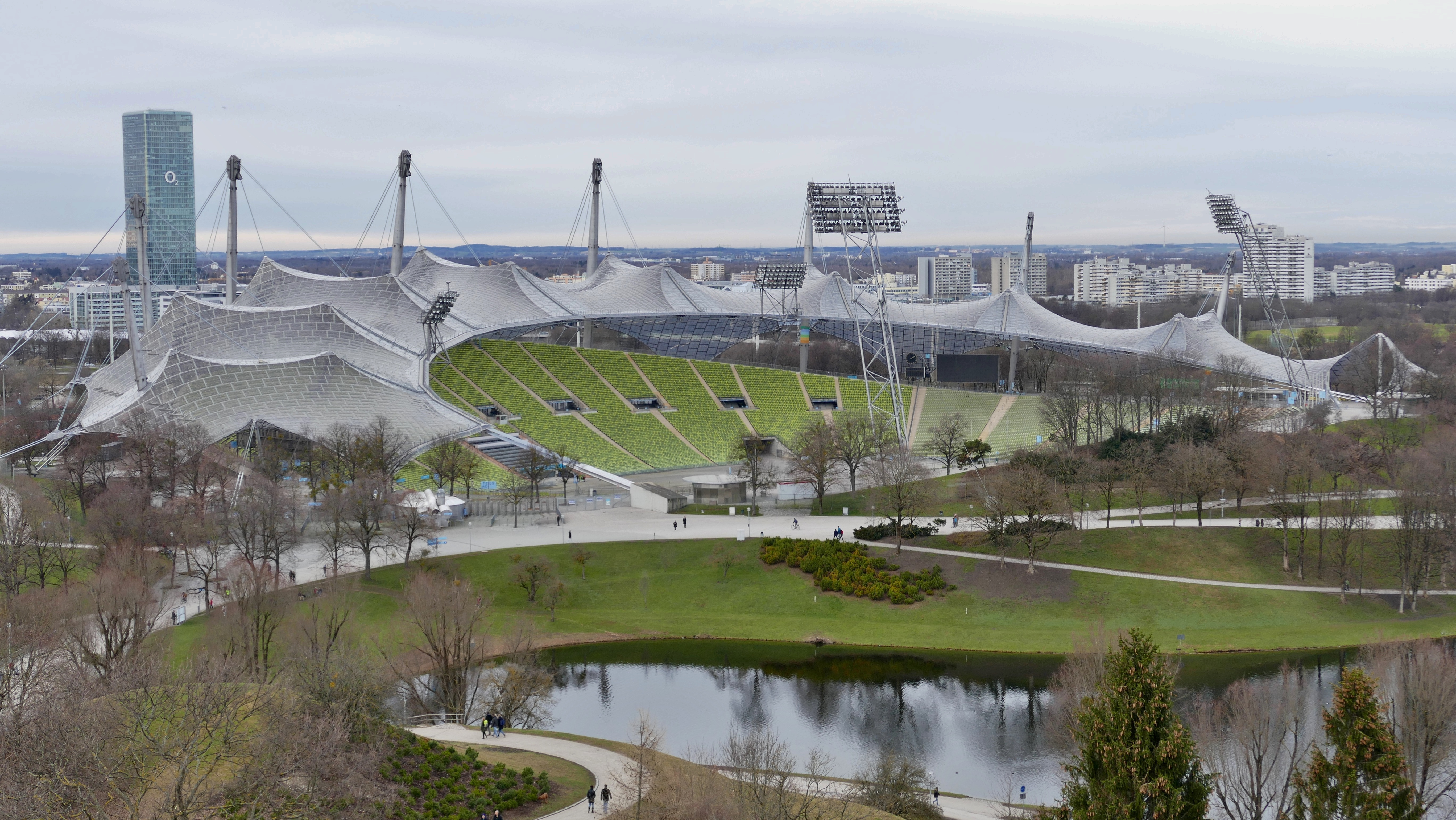
Blick vom Olympiaberg auf das Olympiastadion

| Weltrekord         | 42,88 s | USA (Margaret Bailes, Barbara Ferrell, Mildrette Netter, Wyomia Tyus) | Finale OS Mexiko-Stadt, Mexiko | 20. Oktober 1968 |
| Olympischer Rekord | 42,88 s | USA (Margaret Bailes, Barbara Ferrell, Mildrette Netter, Wyomia Tyus) | Finale OS Mexiko-Stadt, Mexiko | 20. Oktober 1968 |

### Rekordegalisierungen / -verbesserungen
- Nach den noch offiziellen Maßstäben der Messung per Stoppuhr mit Hand:
  - 42,8 s (WRe) – BR Deutschland (Christiane Krause, Ingrid Mickler-Becker, Annegret Richter, Heide Rosendahl), Finale am 10. September
- Nach den nach Maßstäben der elektronischen Zeitmessung:
  - 42,88 s (WRe) – DDR (Evelin Kaufer, Christina Heinich, Bärbel Struppert, Renate Stecher), Vorlauf am 9. September
  - 42,81 s (neuer WR) – BR Deutschland (Christiane Krause, Ingrid Mickler-Becker, Annegret Richter, Heide Rosendahl), Finale am 10. September

## Durchführung des Wettbewerbs
Die Staffeln absolvierten am 9. September zwei Vorläufe, aus denen sich die jeweils vier besten Mannschaften – hellblau unterlegt – für das Finale am 10. September qualifizierten.

## Zeitplan
09. September, 17:10 Uhr: Vorläufe

10. September, 15:55 Uhr: Finale

## Vorrunde
9. September, ab 17:10 Uhr: Finale

### Vorlauf 1
| Platz | Staffel     | Besetzung                                                                  | Zeit    |
| ----- | ----------- | -------------------------------------------------------------------------- | ------- |
| 1     | Kuba        | Marlene Elejarde Carmen Valdés Fulgencia Romay Silvia Chivás               | 43,67 s |
| 2     | Sowjetunion | Marina Sidorowa Galina Bucharina Ljudmila Scharkowa Nadeschda Besfamilnaja | 43,77 s |
| 3     | Australien  | Maureen Caird Pam Ryan Marion Hoffman Raelene Boyle (Vorlauf)              | 44,03 s |
| 4     | Polen       | Helena Fliśnik Barbara Bakulin Urszula Jóźwik Danuta Jędrejek              | 44,19 s |
| 5     | Italien     | Maddalena Grassano Alessandra Orselli Laura Nappi Cecilia Molinari         | 44,62 s |
| 6     | Finnland    | Tuula Rautanen Mona-Lisa Strandvall Pirjo Wilmi Marika Eklund              | 44,68 s |
| 7     | Nigeria     | Emilia Edet Ashanti Obi Helen Olaye Modupe Oshikoya                        | 45,15 s |
| DSQ   | Philippinen | Lucila Salao Carmen Torres Aida Mantawel Amelita Alanes                    |         |

### Vorlauf 2
| Platz | Staffel        | Besetzung                                                                | Zeit    | Anmerkung |
| ----- | -------------- | ------------------------------------------------------------------------ | ------- | --------- |
| 1     | DDR            | Evelin Kaufer Christina Heinich Bärbel Struppert Renate Stecher          | 42,88 s | WRel eg   |
| 2     | BR Deutschland | Christiane Krause Ingrid Mickler-Becker Annegret Richter Heide Rosendahl | 42,97 s |           |
| 3     | USA            | Martha Watson Mattiline Render Mildrette Netter Iris Davis               | 43,07 s |           |
| 4     | Großbritannien | Andrea Lynch Della Pascoe Judy Vernon Anita Neil                         | 43,76 s |           |
| 5     | Bulgarien      | Diana Jorgowa Iwanka Walkowa Iwanka Wenkowa Jordanka Jankowa             | 43,95 s |           |
| DSQ   | Jamaika        | Leleith Hodges Vilma Charlton Carol Cummings Debbie Byfield              |         |           |
| DSQ   | Schweden       | Anneli Olsson Gunhild Olsson Karin Lundgren Linda Haglund                |         |           |

## Finale
10. September, 15:55 Uhr
| Platz | Staffel        | Besetzung                                                                                       | Zeit    | Anmerkung  |
| ----- | -------------- | ----------------------------------------------------------------------------------------------- | ------- | ---------- |
| 1     | BR Deutschland | Christiane Krause Ingrid Mickler-Becker Annegret Richter Heide Rosendahl                        | 42,81 s | WRe / WRel |
| 2     | DDR            | Evelin Kaufer Christina Heinich Bärbel Struppert Renate Stecher                                 | 42,95 s |            |
| 3     | Kuba           | Marlene Elejarde Carmen Valdés Fulgencia Romay Silvia Chivás                                    | 43,36 s |            |
| 4     | USA            | Martha Watson Mattiline Render Mildrette Netter Iris Davis                                      | 43,39 s |            |
| 5     | Sowjetunion    | Marina Sidorowa Galina Bucharina Ljudmila Scharkowa Nadeschda Besfamilnaja                      | 43,59 s |            |
| 6     | Australien     | Maureen Caird Raelene Boyle Marion Hoffman Penny Gillies (Finale) im Vorlauf außerdem: Pam Ryan | 43,61 s |            |
| 7     | Großbritannien | Andrea Lynch Della Pascoe Judy Vernon Anita Neil                                                | 43,71 s |            |
| 8     | Polen          | Helena Fliśnik Barbara Bakulin Urszula Jóźwik Danuta Jędrejek                                   | 44,20 s |            |

Als Favoritenstaffeln gingen die beiden deutschen Mannschaften aus der DDR und der Bundesrepublik an den Start. Dieses Duell besaß in der damaligen Zeit des Kalten Krieges und des Ost-West-Konfliktes mit der Frage nach dem besseren System gerade zwischen der DDR und der Bundesrepublik eine ganz besondere Brisanz. Mit entsprechender Spannung wurde das Rennen erwartet, das unter den Zuschauern allerdings v. a. unter sportlichen Aspekten gesehen wurde. Bereits im zweiten Vorlauf hatte es ein Aufeinandertreffen der beiden Teams gegeben. Dort hatte die DDR mit einer guten Zehntelsekunde Vorsprung vorne gelegen und dabei den nach elektronischen Maßstäben gewerteten Weltrekord der USA von 1968 eingestellt.
Die bundesdeutsche Staffel erarbeitete sich mit Christiane Krause und Ingrid Mickler-Becker auf den ersten beiden Positionen einen kleinen Vorsprung vor der DDR mit den Läuferinnen Evelin Kaufer und Christina Heinich. Annegret Richter– später über 100 Meter Olympiasiegerin in Montreal 1976 – übergab den Stab dann mit einem hauchdünnen Vorsprung an Schlussläuferin Heide Rosendahl. Die DDR wechselte an dieser Position von Bärbel Struppert auf die Sprint-Doppelolympiasiegerin Renate Stecher. An der Stelle schien das Rennen auf einen DDR-Sieg hinauszulaufen, denn Rosendahls Vorsprung vor der übermächtigen Renate Stecher hätte eigentlich deutlich größer sein müssen, um einen Sieg der bundesdeutschen Staffel zu ermöglichen. Doch Heide Rosendahl erstaunte Zuschauer und Fachleute. Sie konnte den Vorsprung halten und ihr Team mit etwas mehr als einer Zehntelsekunde Vorsprung zum Olympiasieg bringen. Die Bronzemedaille hinter der DDR gewannen die Staffelläuferinnen aus Kuba. Sie lagen vier Zehntelsekunden hinter der DDR und nur drei Hundertstelsekunden vor den US-Amerikanerinnen.
Erstmals gewann eine deutsche – hier gleichzeitig bundesdeutsche – Staffel die Goldmedaille.

## Videolinks
- München 1972, 4 x 100m Frauen, Deutschland, Leichtathletik, Olympische Spiele, youtube.com, abgerufen am 4. Oktober 2021
- München 1972, 4 x 100m Frauen, Leichtathletik, Olympische Spiele, youtube.com, abgerufen am 4. Oktober 2021
- 1972 Oro Dell Germania Ovest 4X100 Femminile, deutschsprachig, youtube.com, abgerufen am 7. Dezember 2017